# Franz von Vecsey

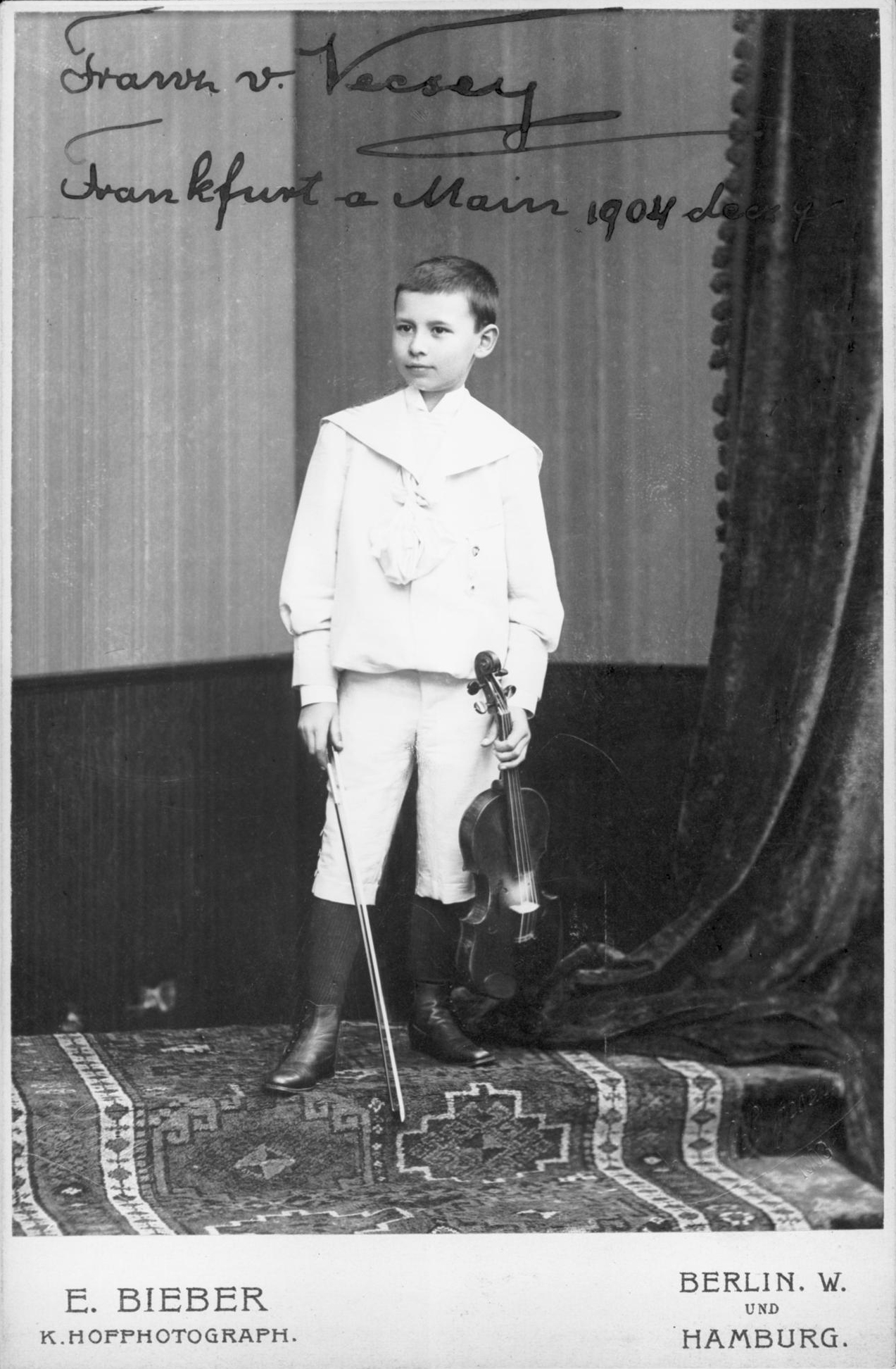
Franz von Vecsey, 1904.

Franz (Ferenc) von Vecsey, född 23 mars 1893 i Budapest, död 5 april 1935 i Rom, var en ungersk violinist. 
Vecsey var lärjunge till sin far och (vid åtta års ålder) till Jenő Hubay samt två år senare till Joseph Joachim. Han framträdde från 1903 som underbarn vid konserter med en fenomenalt utvecklad violinteknik och musikalisk mognad. Han konserterade Europa runt (i Sverige 1910, 1911, 1919 och 1920) samt i Nord- och Sydamerika, men var i övrigt baserad i Berlin.